# Капетан Џон Пиплфокс
Капетан Џон Пиплфокс је радио драма за децу Душана Радовића написана 1953. године.
Издавач је ПГП РТБ, едиција Дечји грамофон. Музику је писао Перо Рамбосек, режију је радила Вера Белогрлић, тон мајстор је био Петар Гаковић, а уредник Злата Видачек-Микић. Извођачи су били: Мира Ступица, Ружица Сокић, Бранка Митић, Љуба Тадић, Мића Татић, Драган Лаковић, Павле Минчић, Љубиша Бачић, Љуба Дидић и Милан Панић. Насловну страну плоче креирали су Евгенија и Драган Димитријевић.

## Радња
Џон Пиплфокс звани Звоно, пензионисани капетан гусарског брода, на вест о појави страшног седмоглавог чудовишта, окупља своју распуштену гусарску посаду. Од власти добија назад свој једрењак и оружје и креће у авантуру пут Кинеског мора да ликвидира чудовиште.